# Tekačice
Tekačice (znanstveno ime Gerbillinae) so glodavci, ki živijo v suhih območjih, stepah in pustih predelih južne Rusije, zahodne in notranje Azije ter Severne Afrike.
Pred plenilci se rešujejo z dolgimi skoki. Pri gibanju sodelujejo samo zadnje okončine. Sprednje noge služijo samo za prijemanje hrane. Kremplji so roževinaste, stalno rastoče tvorbe na koncu prstov. Po nastanku in zgradbi ustrezajo človekovim nohtom. Z njimi koplje rove v zemljo, pleza po drevju in kamenju in si pomaga pri nabiranju hrane.
Živijo od 3 do 5 let, povprečno 4. So krotki in skoraj nikoli ne ugriznejo. Lahko jih naučimo raznih spretnosti. Tekačice so lahko rjavkaste barve z belim trebuhom, črne, bele ali sive barve. Ne smrdijo, saj so njihovi iztrebki trdi, urina pa imajo malo. Zelo radi imajo sončnična semena.